# New Whiteland
New Whiteland – miasto w Stanach Zjednoczonych, w stanie Indiana, w hrabstwie Johnson.